# Daňa Horáková
Daňa Horáková (* 27. března 1947 Grünbach u Falkensteinu, Sasko) je česko-německá novinářka a spisovatelka. V letech 2002 až 2004 působila jako ministryně kultury Spolkové země Hamburk.

## Život a vzdělání
Daňa Horáková vyrůstala v Praze-Kunraticích jako dcera německé matky a českého otce. Studium filozofie na Filosofické fakultě Univerzity Karlovy zakončila v roce 1971 disertační prací na téma „Eckhartova předehra k Heideggerovi“. Během studií v Praze byla členkou skupiny Milana Machovce, která v tehdejším marxisticko-ateistickém Československu iniciovala dialog mezi marxisty a křesťany.
V letech 1968 až 1969 studovala teologii na Union Theological Seminary v New Yorku. Školu absolvovala diplomovou prací o Dietrichovi Bonhoefferovi.
Po návratu do Prahy se zapojila do aktivit československého disentu, byla součástí kruhu přátel kolem dramatika a pozdějšího prezidenta České republiky Václava Havla. Ve svém bytě v Pařížské ulici č. 7 organizovala tzv. salóny pro disidenty, kteří za normalizace ztratili zaměstnání a měli zakázáno publikovat. S Václavem Havlem řídila samizdatovou Edici Expedice, která šířila poezii, prózu ale i politické a filosoficko-teologické texty zakázaných autorů. Je signatářkou Charty 77.
V roce 1979 se provdala za scenáristu a režiséra československé nové vlny Pavla Juráčka. V rámci akce StB „Asanace“ byla v témže roce donucena opustit republiku, spolu s Pavlem Juráčkem odešla do tehdejšího Západního Německa. Svůj vztah a situaci popsala v knize O Pavlovi.
Po odchodu z Československa žila nejprve v Mnichově, poté krátce v Berlíně, v roce 1993 se přestěhovala do Hamburku, kde žije dosud. První tři roky pracovala jako uklízečka, poté se prosadila jako novinářka. Byla šéfkou kulturní rubriky časopisů Bild, Bunte a novin Berliner Zeitung. V letech 2000 až 2001 působila jako zástupkyně šéfredaktora v týdeníku Welt am Sonntag.
V letech 2002 až 2004 působila jako hamburská ministryně kultury. Ve své funkci se zasloužila o vznik prvního německého mezinárodního muzea fotografie a spolurozhodla o výstavbě hamburské filharmonie.
V Německu vydala deset knih, napsala dvě rozhlasové hry a scénář k celovečernímu filmu Tag der Idioten na motivy své novely Den plný pitomců. V Čechách touto novelou vydanou v Edici Expedice debutovala. Film v roce 1981 natočil německý režisér Werner Schroeter a byl za Německo nominován v roce 1982 na Filmový festival v Cannes.
V roce 2020 vyšla v nakladatelství Torst vzpomínková kniha Dani Horákové O Pavlovi, která se v prestižní anketě Lidových novin stala Knihou roku. Kniha však obsahuje faktografické nepřesnosti.

## Dílo

### Česky
- Den plný pitomců. Praha, 1978. 133 s. Edice Expedice; Edice Petlice, sv. 143.
- Den plný pitomců. 1. vyd. Praha: Torst, 2014. 92 s. ISBN 978-80-7215-486-9.
- O Pavlovi. Praha: Torst, 2020. 488 s. ISBN 978-80-7215-592-7.

### Německy
- Dein Name ist Dein Schicksal. 3 svazky. Langen-Müller, Mnichov 1982.
  - Anna, ISBN 3-7844-1937-2.
  - Helene, ISBN 3-7844-1936-4.
  - Maria, ISBN 3-7844-1935-6.
- Denkmäler in Deutschland. Was alte Steine uns erzählen. Lübbe, Bergisch Gladbach 1996, ISBN 3-404-60430-X.
- Das Christophorus-Projekt. Von der Pflicht der Alten, unsere Kinder zu retten. Neuer Europa, Lipsko 2006, ISBN 3-86695-360-7.
- Vorbilder. Berühmte Deutsche erzählen, wer Ihnen wichtig ist. Marix, Wiesbaden 2007, ISBN 978-3-86539-147-6.
- Wenn Frauen jüngere Männer lieben. Und warum diese Beziehungen so erfüllend sind. Zabert Sandmann, Mnichov 2009, ISBN 978-3-89883-246-5.
- Starke Frauen – verehrt, geliebt, verteufelt. Quadriga 2011, ISBN 978-3-86995-016-7.
- Wie erkläre ich meinem Hund, dass er kein Mensch ist? Lau-Verlag, Reinbek 2012, ISBN 978-3-941400-42-9.
- 101 Top-Dogs – Von verkannten Hunden bekannter Menschen und umgekehrt. Kynos-Verlag 2015, ISBN 978-3-95464-050-8.